# Berezyna (obwód witebski)
Berezyna (biał. Беразіно, Bierazino; ros. Березино, Bieriezino) – wieś na Białorusi, w obwodzie witebskim, w rejonie dokszyckim. 
Miejscowość położona jest na wschód od miasta Dokszyce, przy drodze do Lepela, na granicy północnej części Berezyńskigo Rezerwatu Biosfery, obejmującego dorzecze górnej Berezyny na Pojezierzu Białoruskim.